# Loandjili
Loandjili är ett arrondissement i staden Pointe-Noire i Kongo-Brazzaville.